# Língua avéstica
O avéstico (muito conhecido também como zenda) é uma língua iraniana oriental, próxima ao sânscrito, pertencente à família das línguas indo-europeias, utilizada na antiga Pérsia, na qual está escrito o Avestá ou livro sagrado do Zoroastrismo.

## Características gerais
O avéstico possuía três gêneros gramaticais: masculino, feminino e neutro e três números: singular, dual ou plural. Como as demais línguas indo-europeias, o avéstico é uma língua flexiva: os substantivos são declinados em oito casos (nominativo, acusativo, instrumental, dativo, ablativo, locativo e genitivo).
O alfabeto avéstico é uma evolução da escrita pálavi tardia que por sua vez deriva do alfabeto aramaico.